# Harri Stojka

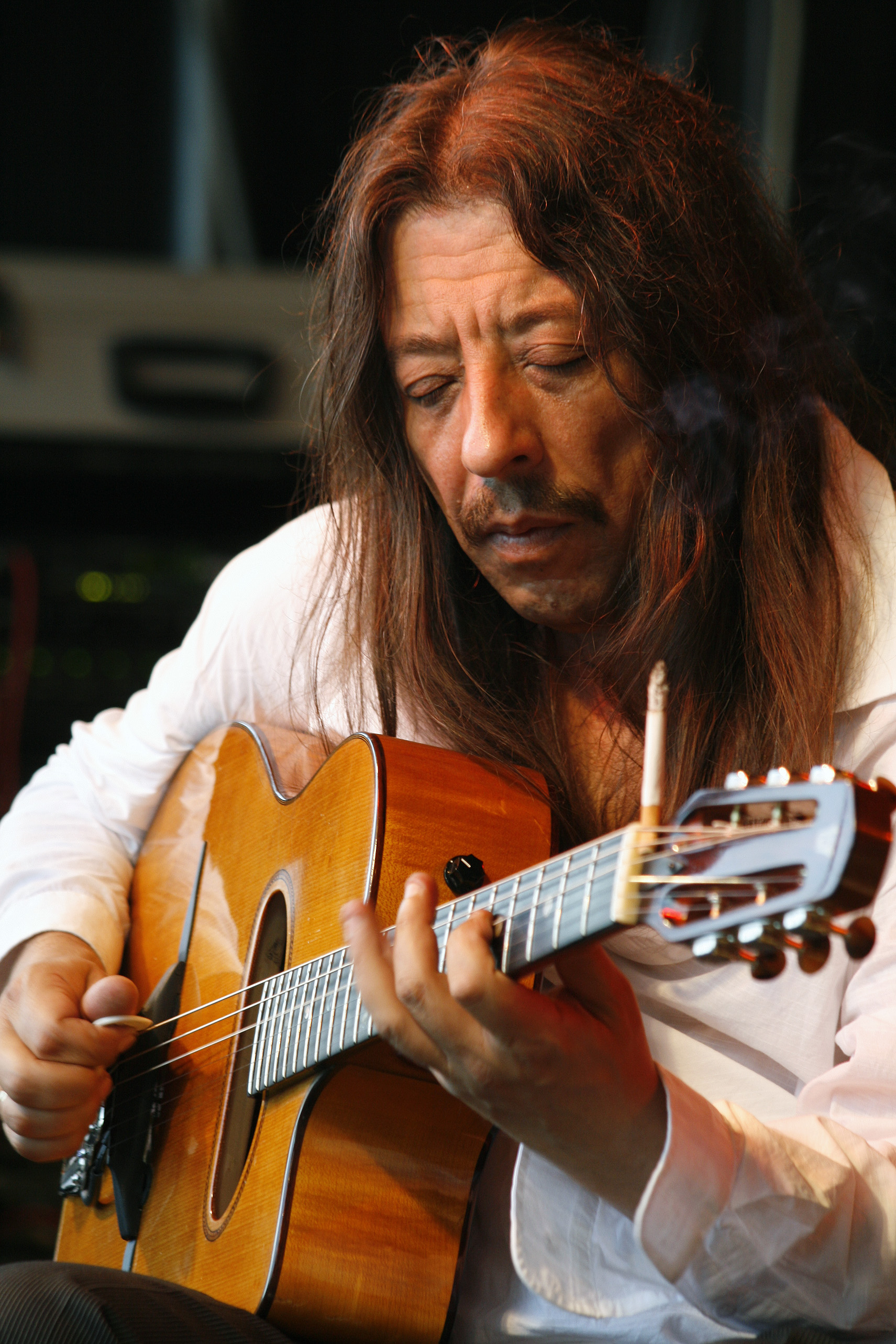
Harri Stojka (Wien 2008).

Harald Wakar „Harri“ Stojka (* 22. Juli 1957 in Wien) ist ein österreichischer Gitarrist, Komponist, Arrangeur, Bandleader und Sänger, der als einer der bedeutendsten österreichischen Jazz-Musiker der Gegenwart gilt. Er entstammt der Roma-Gruppe der Lovara vom Stamm der Bagareschtschi und zählt zu den bekanntesten Roma Österreichs. Sein weltmusikalisch geprägter Musikstil wird auch „Gipsysoul“ genannt. Daneben spielt er mit Erfolg auch Rockjazz und swingorientierte Musik.

## Leben
Der österreichische Jazz-Gitarrist Harri Stojka begann seine Laufbahn 1970 mit der Formation Jano + Harri Stojka in der Arena. Bald darauf stieg der junge Autodidakt als Bassist in die Band von Karl Ratzers Gipsy-Love ein und profilierte sich als Gitarrist bei Peter Wolfs „Objektiv Truth Orchestra“. 1973 gründete er den „Harri Stojka Express“, der als einzige österreichische Gruppe neben Jimmy Cliff, Eric Burdon, Van Morrison und Carlos Santana beim Open-Air-Festival im Wiener Praterstadion auftrat. Es folgte eine Einladung zum legendären Jazzfestival Montreux, wo Harri Stojka neben Larry Coryell im Rahmen des „Guitar-Summit“ spielte. Dieser Auftritt vor einem höchst versierten Fachpublikum, wo ihm auch Musikerkollegen der Weltklasse Anerkennung zollten, brachte Harri den Durchbruch. Die LP „Live at Montreux“ liefert ein stimmungsvolles Zeugnis für den Beginn dieser beeindruckenden Weltkarriere.

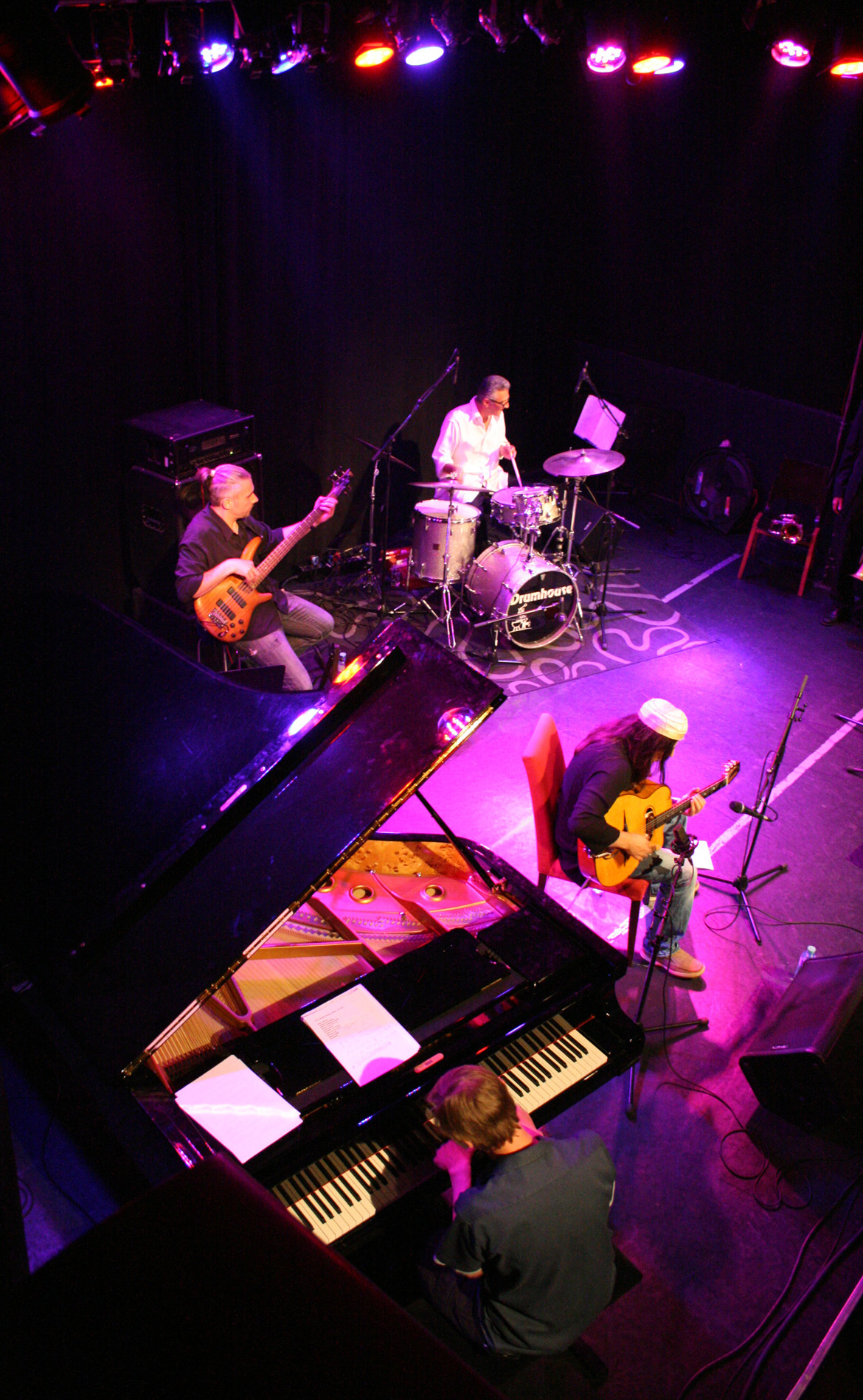
Harri Stojka Modern Jazz Band (Porgy & Bess, Wien 2008).

Seitdem avancierte Harri Stojka zu einem der wichtigsten österreichischen Jazzmusiker. Es folgten Einladungen zu Jazz Festivals als Headliner: Paris, Anger, Prag, London, Barcelona, New Delhi, New York, Syracuse, Montreux, Detroit, Kahmoro Festival, Sziget Festival Budapest, dem Django Reinhardt Memorial Festival in Augsburg, Grazer Jazz Festival, dem Jazzfestival in Jakarta und in Yogjakarta.
Mit der Band um Harri Stojka hörte man zum ersten Mal europäischen Jazz in China und in Indien. Auf all seinen Reisen weist er sein begeistertes Publikum darauf hin, österreichischer Roma zu sein, und trägt dazu bei, dass Österreich im Ausland viele Sympathien gewinnt. Die CD-Produktion: „A Tribute to Swing“ wurde 2005 in Österreich und anschließend auch gleich in Deutschland veröffentlicht, wo sie von renommierten Jazz-Experten innerhalb von nur einer Woche zum Deutschen Musik Kritiker Preis nominiert wurde. 2006 ist die Aufnahme bei ZOHO Music in New York neu aufgelegt worden. Mit diesem Projekt gab die Formation um Harri Stojka gleich zwei Konzerte beim Jazzfestival in Detroit.
Geboren als Sohn des Porajmos-Überlebenden Mongo Stojka entstammt der Wiener Harri Stojka einer Lovara-Roma-Dynastie, die vor 150 Jahren aus der Walachei kam und sich in Wien zum Leben und Arbeiten niederließ. Die Familie hatte nach dem Anschluss Österreichs im Jahr 1938 viele Opfer zu beklagen – von 200 Verwandten überlebten nur wenige Familienmitglieder die Konzentrationslager und den berüchtigten Todesmarsch. Immer wieder engagiert sich Harri Stojka in Projekten, die dem Gedenken und der Aufarbeitung dieser Zeit gewidmet sind. So will die 2005 entstandene CD „Garude Apsa“/ „Verborgene Tränen“ an die musikalischen Wurzeln der Roma erinnern, um der heutigen Generation Stolz und Mut für die Zukunft zu geben. In einem Europa, das sich zunehmend politisch zu der Roma-Kultur bekennt, hat Harri Stojka die Aktion „Ich bin gegen das Wort Zigeuner und für das Wort Roma“ ins Leben gerufen, die öffentliches und internationales Interesse hervorruft.

## Preise und Auszeichnungen
2005 wurde Stojkas CD „A Tribute to Swing“ in Deutschland für den Echo Preis nominiert – zur besten CD-Produktion aus dem Ausland.
2011 wurde der Film „Gypsy Spirit, Harri Stojka eine Reise“, eine musikalische Reise durch Indien auf der Suche nach seinen Roma-Wurzeln mit einer Romy ausgezeichnet: zum besten Kino-Dokumentarfilm Österreichs.
Am 30. Oktober 2013 erhielt er das Goldene Ehrenzeichen für Verdienste um die Republik Österreich.

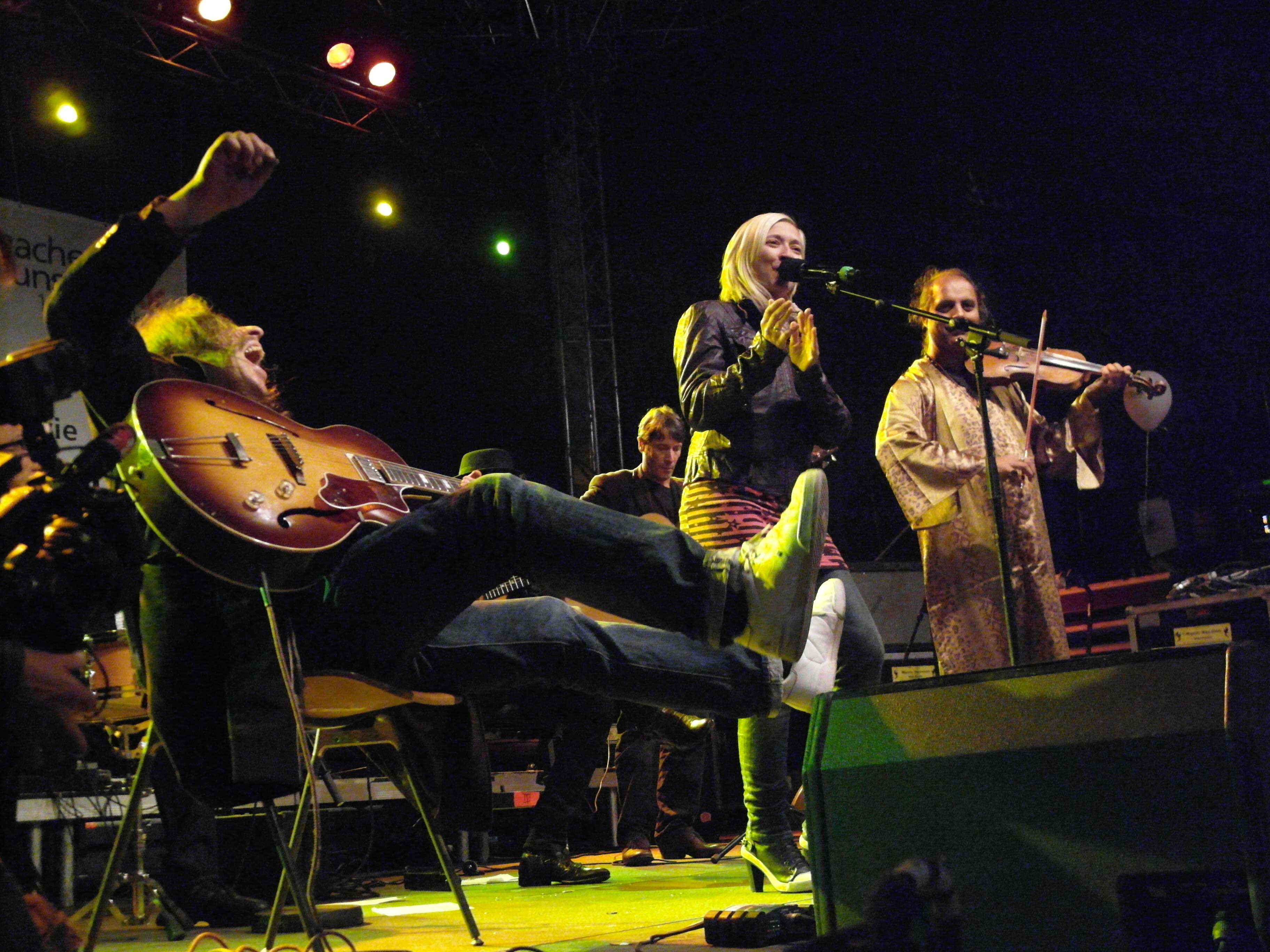
Harri Stojka mit Jelena Krstic (voc.), Moša Šišic (v.) und Karl Sayer (b.), Demonstration „Machen wir uns stark“ 2010.

## Alben (Auswahl)
- Harri Stojka Express – Sweet Vienna (1978)
- Harri Stoika Express – ...off the bone (1980)
- Harri Stojka – Live in Montreux (1981)
- Harri Stojka Express – Camera (1981)
- Harri Stojka Express – brother to brother (1983)
- Harri Stojka Express – Live (1987)
- Harri Stojka – Say Yes (1988)
- Harri Stojka – Music for the People (1996)
- Harri Stojka Gitancœur (2000)
- Harri Stojka – Live at the Roma Wedding (2004)
- Harri Stojka – A Tribute to Swing (2004)
- Harri Stojka Gipsysoul – Garude Apsa – Hidden Tears (2005)
- Harri Stojka – A Tribute to Gipsy Swing (ZOHO REC.) (2006)
- Stoika & Stojka – Just Another City (2008)
- Mosa Sisic & Harri Stojka – In Between (2009)
- Harri Stojka – Gitancœur d'Europe (2010)
- Harri Stojka – Romano Suno/Gipsy Dream (Weihnachtszeit/Christmastime) (2010)
- Harri Stojka India Express – India Express (2012)
- Wolfgang Böck & Harri Stojka – Satire & Jazz (2013)
- Harri Stojka – Hot Club de Vienne (2014)
- Harri Stojka – Heavy Stuff (2014)
- Harri Stojka – A Tribute to The Beatles - Acoustic Version (2016)
- Harri Stojka India Express Live/2013 (2017)
- Harri Stojka - Other Doors (2017)
- Harri Stojka goes Beatles – Rock Version (2018)
- Harri Stojka - Psycho Guitar (2019)
- Harri Stojka - Salut to Jimi Hendrix (2020)
- Harri Stojka - Stones Free (2024)

## Filme
- Gypsy Spirit. Harri Stojka. Eine Reise. Regie: Klaus Hundsbichler, Österreich / Indien 2010, 91 min